# Саркария, Манприт
Манприт Саркария (нем. Manprit Sarkaria; родился 26 августа 1996 года, Вена, Австрия) — австрийский футболист индийского происхождения, нападающий клуба «Штурм» и сборной Австрии.

## Клубная карьера

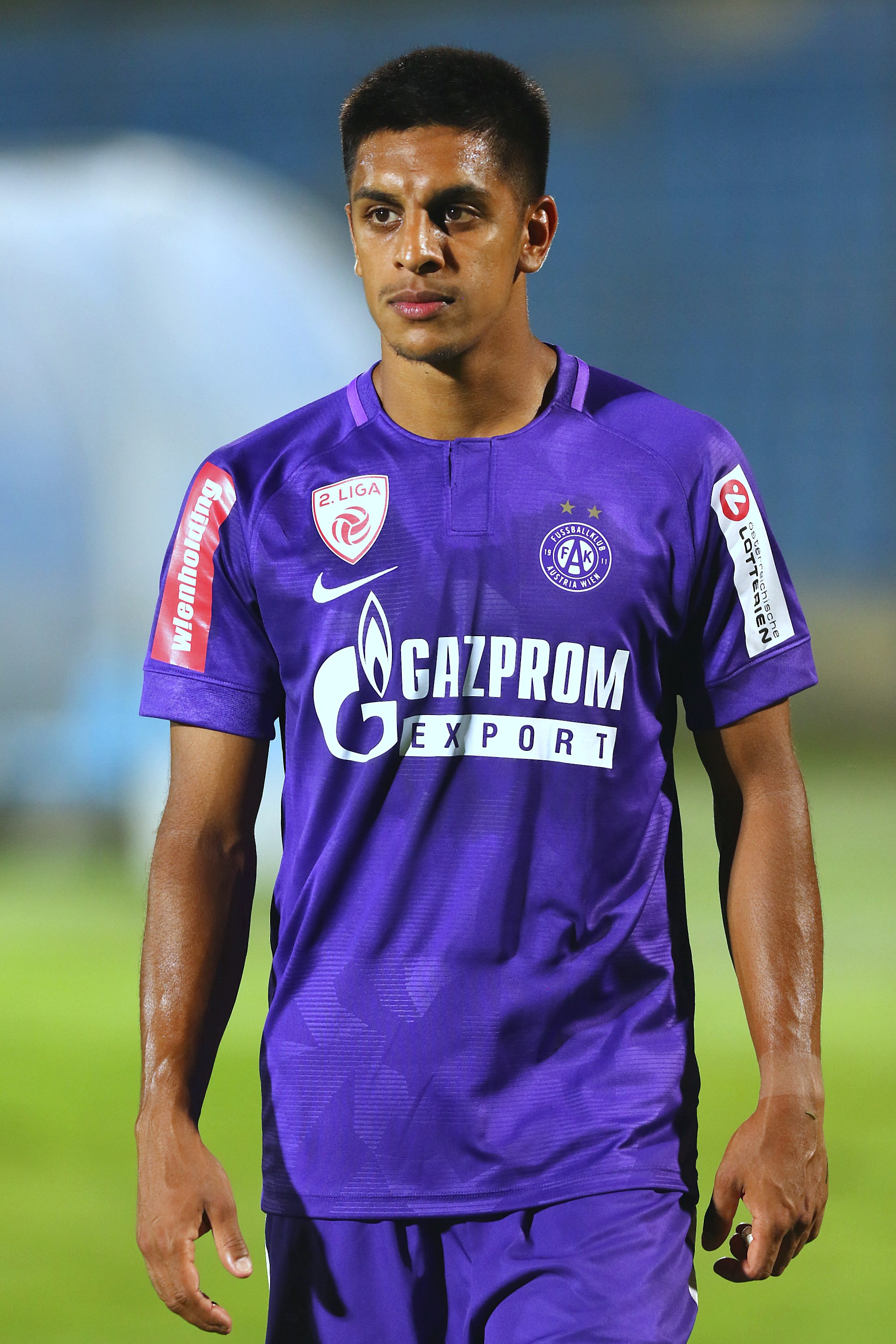
Грбич в составе «Аустрии»

Саркария — воспитанник клубов «Даунфилд», «Грёбфилд» и «Аустрии». 22 октября 2017 года в матче против столичного «Рапида» он дебютировал во австрийской Бундеслиге в составе последнего. 8 декабря 2019 года в поединке против венского «Рапида» Манприт забил свой первый гол за «Аустрию». Летом 2021 года на правах свободного агента Саркария подписал контракт с «Штурма». 23 июля в матче против венской «Ред Булл Зальцбург» он дебютировал за новый клуб. 15 августа в поединке против ЛАСКа Манприт сделал «дубль», забив вои первые голы за «Штурм». 